# Lista Președinților Ucrainei

Stindardul oficial al Președintelui Ucrainei

Președinția Ucrainei moderne a fost formată când Rada Supremă a RSS Ucraineană a votat o lege pe 5 iulie 1991 prin care se înființa funcția de "Președinte al RSS Ucrainene". Odată cu obținerea independenței Ucraienei față de URSS pe 24 august 1991, titlul a fost schimbat în "Președinte al Ucrainei". Primele alegeri pentru Președinția Ucrainei au avut loc pe 1 decembrie 1991. Leonid Kravciuk a devenit deținătorul inaugural al noii funcții.
Totțo patru președinți au fost membri în Rada Supremă înainte de a fi aleși președinți. Kravciuk a fosr primul președinte care a demisionat din funcție, ca urmare a luptei pentru putere între Kravciuk și prim-ministrul său Leonid Kucima.

## Președinții
Ucraina noastră
      Partidul Regiunilor
      Batkivșcina
      Blocul Petro Poroșenko
      Slujitorul poporului
      Independent / Apartid
| № | Term | Portret           | Președinte                                                           | Termen în funcție                               | Termen în funcție               | Mandat prezidențial                         | Afiliere                                            |
| - | ---- | ----------------- | -------------------------------------------------------------------- | ----------------------------------------------- | ------------------------------- | ------------------------------------------- | --------------------------------------------------- |
| 1 | 1    |                   | Leonid Kravciuk (n. 1934-2022) Леонід Кравчук                        | 5 decembrie 1991 Inaugurat la 22 august 1992[d] | 19 iulie 1994                   | 1991 — 61.59% 19,643,481                    | Independent / Apartid                               |
| 2 | 2    |                   | Leonid Kucima (n. 1938) Леонід Кучма                                 | 19 iulie 1994                                   | 14 noiembrie 1999               | 1994 — 52.3% 14,016,850                     | Independent / Apartid                               |
| 2 | 3    | 14 noiembrie 1999 | Leonid Kucima (n. 1938) Леонід Кучма                                 | 23 ianuarie 2005                                | 1999 — 57.7% 15,870,722         |                                             | Independent / Apartid                               |
| 3 | 4    |                   | Viktor Iușcenko (n. 1954) Віктор Ющенко                              | 23 ianurie 2005                                 | 25 februarie 2010               | 2004 — 51.99% 15,115,712                    | Apartid (2004-2005) Ucraina noastră (2005-2010)     |
| 4 | 5    |                   | Viktor Ianukovici (n. 1950) Віктор Янукович                          | 25 februarie 2010                               | 22 februarie 2014 (Impeachment) | 2010 — 48.95% 12,481,266                    | Apartid (susținut de Partidul Regiunilor)           |
| — | —    |                   | Oleksandr Turcinov (actual) (n. 1964) Олександр Турчинов (interimar) | 22 februarie 2014                               | 7 iunie 2014                    | ex officio (ca Președinte al Parlamentului) | Batkivșcina                                         |
| 5 | 6    |                   | Petro Poroșenko (n. 1965) Петро Порошенко                            | 7 iunie 2014                                    | 20 mai 2019                     | 2014 — 54.70% 9,857,308                     | Apartid (susținut de Blocul Petro Poroșenko & UDAR) |
| 6 | 7    |                   | Volodîmîr Zelenski (n. 1978) Володимир Зеленський                    | 20 mai 2019                                     | în funcție                      | 2019 — 73.22% 13,541,528                    | Slujitorul poporului                                |